# KHAD
| Till vänster: KHAD:s emblem 1987-1992 och till höger KHAD:s emblem 1980-1987 |  | Till vänster: KHAD:s emblem 1987-1992 och till höger KHAD:s emblem 1980-1987 |
| Till vänster: KHAD:s emblem 1987-1992 och till höger KHAD:s emblem 1980-1987 |  |                                                                              |

Khadamat-e Aetla'at-e Dawlati, Pashto: خدمات اطلاعات دولتی (Svenska: Statliga underrättelsetjänsten), mer känt under sin förkortning KHAD, var Demokratiska republiken Afghanistans underrättelsetjänst mellan 1980 och 1992. KHAD bildades 1980 efter Sovjetunionens intåg i Afghanistan i december 1979 med förebild efter sovjetiska KGB. I samband med att Norra alliansen besegrade kommunistregimen 1992 upplöstes den.
Mohammed Najibullah, Afghanistans kommunistiske ledare 1987-1992, var chef för KHAD mellan 1980 och 1985.